# Suşehri
Suşehri là một huyện thuộc tỉnh Sivas, Thổ Nhĩ Kỳ. Huyện có diện tích 832 km² và dân số thời điểm năm 2007 là 27415 người, mật độ 33 người/km².